# 高翔 (海航)
高翔（1932年12月20日—），奉天蓋平县（今辽宁盖州市）人，中国人民解放军海军航空兵海空雄鹰团战斗英雄。

## 生平
高翔出生在一个贫寒家庭，是独生子，由母亲养育长大，并供他读书4年零8个月。15岁时，高翔回家当民兵。1947年冬，县里在每个村招收1名参政员，高翔依靠当村长的叔叔的关系被录取。1947年底，参加东北人民自卫军。高翔因有高小学历，便被分配到辽南军政干校卫生队担任卫生员。1948年底，辽南军政干校改编，成立整训5师，1949年入山海关后成为中国人民解放军第四野战军整训5师。高翔随军入关。1949年冬，高翔被抽调出部队，协助医生护送华南工作团赴广州。此后高翔被留在广东省人民政府工作两年，担任广东省人民政府办公厅行政处司药。
1951年，高翔报名重回军队当飞行员。1951年8月至9月间进入航校。1952年初，在河北保定开始驾驶初级教练机，不到半年又到河北涿州试飞中级教练机。后到河北定兴试飞喷气式战斗机，飞到1年零10个月毕业。
1964年北部湾事件后，美军全面扩大越南战争，时常派飞机侵入中国海南岛领空侦察，中国人民解放军决定反击。1964年底，高翔所在团派第一批小分队3人2架飞机到海南岛打美军无人驾驶飞机。1965年6月13日，高翔随第二批小分队派往海南岛。
1965年9月20日10时27分，一架美制F-104C型战斗轰炸机从越南岘港机场起飞后，沿中国海南岛西部的领海线北上，在中国领海上空进行“S”线飞行，正在值班的高翔（海航10团二大队大队长）、黄凤生（海航10团二大队副大队长）双机编队起飞。高翔从距敌机291米一直射击至距敌机39米，敌机爆炸坠海，飞行员菲利普·史密斯跳伞后被文昌翁田公社民兵符气合俘虏。1965年9月，海军为高翔记一等功。高翔受到毛泽东、周恩来等中国党和国家领导人接见。战俘史密斯在中国受到优待。1972年，美国总统尼克松访华，中美关系改善。经周恩来批准，史密斯被释放，经由香港回到美国。1989年10月18日，史密斯在上海锦江饭店见到了高翔，并进行了轻松愉快的交流。
晚年高翔热爱集邮。2012年80岁时，高翔在青岛举办集邮收藏展。